# Резоватово
Резоватово — село в Ичалковском районе Мордовия. Входит в состав Ладского сельского поселения.

## География
Расположено на ручье Каспандо, в 20 км от районного центра и 9 км от железнодорожной станции Атьма.

## Название
Название-антропоним: от дохристианского мордовского имени Резоват.

## История
Основано в начале 17 в. переселенцами из д. Старое Резоватово Залесного стана Арзамасского уезда.
В 1859 году крестьяне участвовали в питейном бунте. В «Списке населённых мест Нижегородской губернии» (1863) Резоватово — село казённое из 313 дворов (3048 чел.) Лукояновского уезда; имелись 2 церкви.
В 1871 году при содействии И. Н. Ульянова была открыта церковно-приходская школа.
В начале 1930-х гг. был создан колхоз «Восход», в 1970-е гг. он стал высокорентабельным, специализировался на производстве молока и шерсти, с 1997 г. — СХПК. В селе работал кирпичный завод.
В современном Резоватове — средняя школа, библиотека, Дом культуры, медпункт, отделение связи; Троицкая церковь.

## Население
| 2002 | 2010 |
| ---- | ---- |
| 294  | ↘244 |

Национальный состав
Согласно результатам переписи 2002 года, в национальной структуре населения русские составляли 93 %

## Источник
- Энциклопедия Мордовия, А. А. Ксенофонтова.